# Caymania nitidissima
Caymania nitidissima är en skalbaggsart som beskrevs av Brett C.Ratcliffe och Ronald D. Cave 2010. Caymania nitidissima ingår i släktet Caymania och familjen Dynastidae. Inga underarter finns listade.